# Gilbert Bourdin
Gilbert Bourdin, también conocido con el nombre de Swami Hamsananda Sarasvati, o S. Hamsah Manarah (25 de junio de 1923-20 de marzo de 1998), fue el fundador del Omismo, presentado como "la religión universal de la Unidad de los Rostros de Dios", y cuya administración está configurada por la Asociación Cultural del Vajra Triunfante (ACVT) y la Asociación de los Caballeros del Vajra Triunfante (AVT), antiguamente conocida como "Orden Iniciática de los Caballeros del Loto de Oro" hasta 1995. La sede de la asociación se encuentra en la región de Castellane en los Alpes-de-Haute-Provence, donde residió Gilbert Bourdin y se encuentra el santuario del Omismo, conocido como monasterio del Mandarom.

## Biografía
Gilbert Bourdin comenzó su carrera como profesor de yoga en Martinica. Fue iniciado en el yoga advaita por Swami Sivananda en 1961. Alcanzó el grado de Acharya, reconocido por Swami Yogeshvarananda. En 1990 recibió el título de Su Santidad el Señor Hamsah Manara y se autoproclamó Mesías Cosmoplanetario en una ceremonia celebrada el 22 de agosto de 1990, la primera de siete ceremonias, los "siete pasos de la Revelación", una para cada religión, hasta el 22 de agosto de 1991.

## Detención
En la primavera de 1995, y posteriormente en 1996, Gilbert Bourdin fue demandado por “violaciones y agresiones sexuales” por parte de dos antiguos miembros del movimiento omita. La primera acusación fue denegada, pero debido a una campaña mediática el caso fue reabierto y surgieron nuevas acusaciones.
Gilbert Bourdin fue arrestado por las autoridades francesas, pero fue rápidamente puesto en libertad vigilada debido a su precaria salud.
El 27 de junio del año 2000 las dos demandantes, Florence Roncaglia y Francine Grad fueron indemnizadas respectivamente con 200.000 y 50.000 francos franceses por la Comisión de Indemnización de Víctimas de la Infracción (CIVI), después de que el proceso judicial fuera detenido a la muerte de Gilbert Bourdin
B. Nicolas y F. Roncaglia escribieron un libro sobre Gilbert Bourdin publicado por TF1 Editions en el que daban por cierto los abusos y acusaciones. Fueron condenadas por el Tribunal de Alta Instancia de Nanterre el 17 de noviembre de 1995 por haber ignorado la presunción de inocencia de Gilbert Bourdin.
Según los discípulos de Gilbert Bourdin, y el propio Gilbert Bourdin, las acusaciones de violación son calumnias inventadas. Según ellos, F. Roncaglia no conocía la fecha de las presuntas violaciones y se contradijo en sus declaraciones ante el juez: 9 años, 14 años, 16 años, y además la acusadora desconocía la existencia de los tatuajes que cubrían el cuerpo de Gilbert Bourdin.
Falleció el 20 de marzo de 1998. Tras su muerte, una gran resistencia popular y administrativa impidieron que fuera enterrado en un cementerio de la región o en el propio Mandarom, ya que era considerada una inhumación ilegal. Las autoridades incluso recurrieron a la fuerza. La tumba finalmente fue construida y sellada con hormigón armado para que resultara inviolable.